# Cipriano Iwene Tansi
Cipriano Tansi, al secolo Michael e, prima del battesimo, Iwene (Igboezunu, settembre 1903 – Coalville, 20 gennaio 1964), è stato un presbitero nigeriano, religioso trappista; è stato beatificato da papa Giovanni Paolo II nel 1998.

## Biografia
Iwene Tansi era nato nel settembre del 1903 a Igboezunu in una famiglia animista. Venne battezzato all'età di 9 anni.
Diventò catechista nel suo villaggio ed entrò in seminario, dove fu consacrato sacerdote nel 1937.
È stato parroco ad Onitsha, dove si occupò dei giovani e della preparazione delle donne al matrimonio. Sostenne la riconciliazione fra i vari gruppi etnici locali e la lettura del Vangelo. 
Nel 1950 viaggiò in Inghilterra, dove entrò nel monastero trappista di Monte San Bernardo a Leicester e assunse il nome religioso di Cipriano. 
Nel 1953 emise i primi voti, fu nominato maestro dei novizi, ma manifestò dei problemi di salute. 
Battezzò anche Francis Arinze, che poi diventerà sacerdote e cardinale. 
Padre Tansi è morto il 20 gennaio 1964 per un aneurisma. Al suo funerale parteciparono diversi sacerdoti. Nel 1986 il suo corpo fu definitivamente traslato in Nigeria.

## Culto
Il suo elogio si legge nel Martirologio romano al 20 gennaio.
(Martirologio Romano)